# Hemilepidotus
Hemilepidotus is een geslacht van straalvinnige vissen uit de familie van donderpadden (Cottidae). Het geslacht is voor het eerst wetenschappelijk beschreven in 1829 door Cuvier.

## Soorten
De volgende soorten zijn bij het geslacht ingedeeld:
- Hemilepidotus gilberti (Jordan & Starks, 1904)
- Hemilepidotus hemilepidotus (Tilesius, 1811)
- Hemilepidotus jordani (Bean, 1881)
- Hemilepidotus papilio (Bean, 1880)
- Hemilepidotus spinosus (Ayres, 1854)
- Hemilepidotus zapus (Gilbert & Burke, 1912)